# Шенуа (гора)
Шенуа — гора высотой 905 метров над уровнем моря, расположенная на средиземноморском побережье на севере Алжира.

## География
Гора Шенуа возвышается над Средиземным морем с одной стороны и над холмами Алжирского Сахеля — с другой. С востока гора ограничена уэдом Надор, на котором стоит город Типаза, с запада — уэдом Эль-Хашем, протекающим через город Шершель.
В месте соприкосновения горы с морем перемежаются пляжи и отвесные утёсы. На карнизе Шенуа, тянущемся до города Шершеля, расположены многочисленные живописные деревушки.

## Экономика
Склоны горы Шенуа используются для добычи высококачественного мрамора.

## Население
Вокруг горы проживает особое берберское племя (около 30 000 человек, использующих особенный вариант берберского языка.